# NGC 2362
NGC 2362 (другие обозначения — OCL 633, ESO 492-SC9) — рассеянное скопление в созвездии Большой Пёс.
Этот объект входит в число перечисленных в оригинальной редакции «Нового общего каталога».

## Наблюдения
При наблюдении в 100-мм телескоп данное звёздное скопление выглядит компактным. Оно располагается вокруг яркой звёзды Тау Большого Пса. Выглядит круглой россыпью звёзд, в центре которой яркая звезда Тау. В южной части скопления визуально звёзд больше, чем в северной.